# Єгорино
Єго́рино (рос. Егорино) — присілок у складі Мішкинського району Курганської області, Росія. Входить до складу Шаламовської сільської ради.
Населення — 6 осіб (2010, 45 у 2002).